# Friedrich Küchler

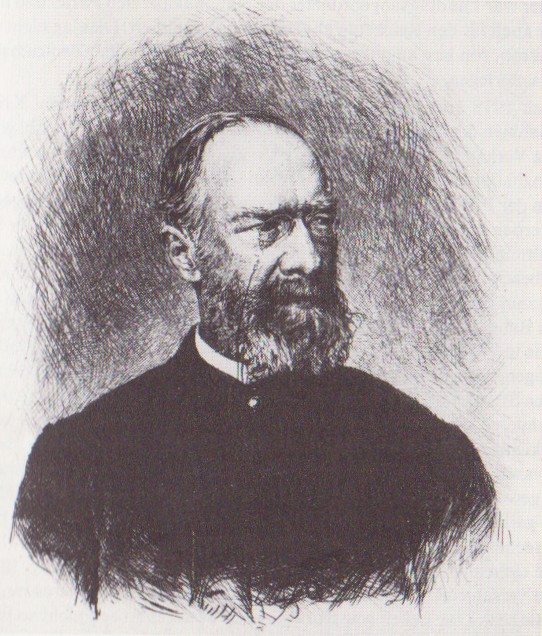
Friedrich Küchler

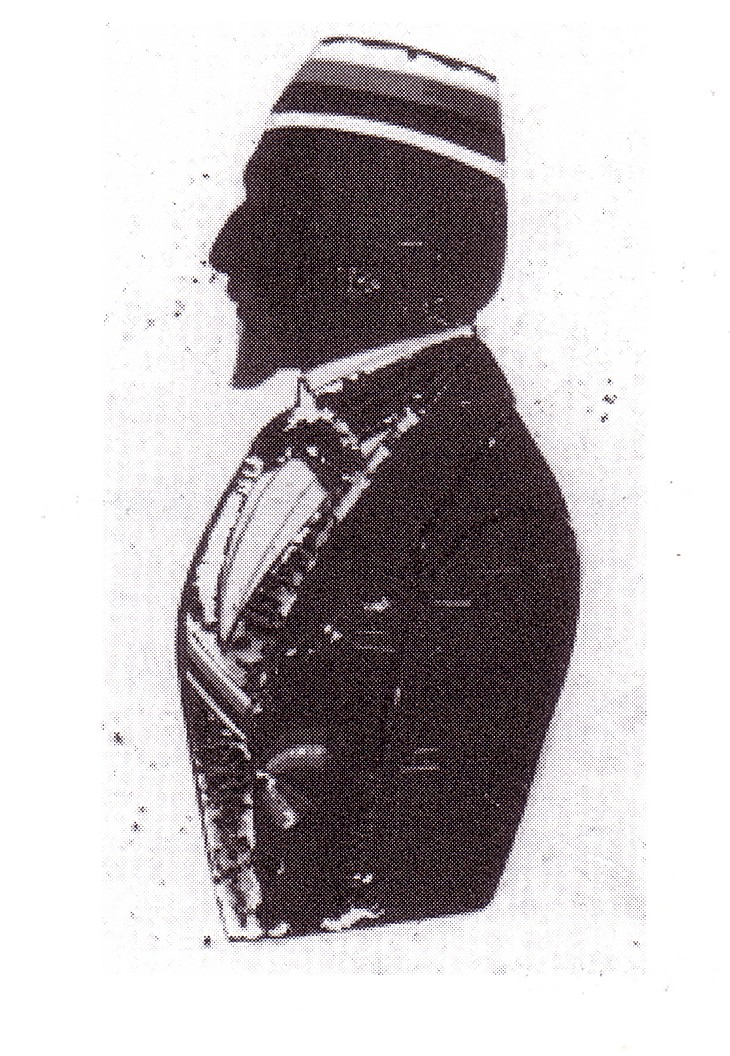
Friedrich Küchler

Friedrich Küchler (* 16. November 1822 in Darmstadt; † 15. Januar 1898, ebenda) war Direktor der Provinz Rheinhessen und Ehrenbürger von Mainz.

## Familie
Friedrich Küchler stammte aus einer evangelischen, hessischen Beamtenfamilie. Sein Vater, Georg Karl Küchler (1773–1854), war Regierungsrat, seine Mutter, Johanna Maria (1798–1861) war eine Tochter des Kaufmanns Johann Nikolaus Friedrich aus Frankfurt am Main. Sie war die zweite Frau des Vaters. Ein Bruder von Friedrich, Ernst Ludwig, wurde Steuerrat, sein Halbbruder Friedrich war Landtagsabgeordneter und Staatsrat und sein Neffe Wilhelm Küchler wurde Oberbürgermeister von Worms und hessischer Finanzminister.
1856 heiratete Friedrich Küchler in Darmstadt Emilie Elisabethe Georgine Wilhelmine Krug (1827–1915), die Tochter des Präsidenten des Hofgerichts Darmstadt und Landtagsabgeordneten Georg Krug.

## Karriere
Friedrich Küchler studierte Rechtswissenschaft an den Universitäten Gießen und Heidelberg, wo er Mitglied der Corps Teutonia und Saxoborussia war. Nach dem Studium wurde er Regierungsakzessist in Darmstadt und 1856 Sekretär der Oberstudiendirektion, 1858 Assessor beim Kreis Darmstadt, 1867 Kreisrat des Kreises Dieburg und 1874 des Kreises Darmstadt. Diese Stelle war in Personalunion mit der des Direktors der Provinz Starkenburg verbunden. Zum 1. September 1881 wurde er als Nachfolger von Ludwig Roeder von Diersburg Kreisrat des Kreises Mainz, eine Stelle die wiederum mit der des Direktors der Provinz Rheinhessen sowie darüber hinaus mit dem Amt des landesherrlichen Territorialkommissars an der Festung Mainz verbunden war. Um die Stadterweiterung von Mainz hat er sich große Verdienste erworben. Wegen Meinungsverschiedenheiten mit Innenminister Jakob Finger über seine Amtsführung wurde er 1891 in den Ruhestand versetzt, aber noch im gleichen Jahr zum Präsidenten des Hessischen Verwaltungsgerichtshofs ernannt.

## Weitere Engagements
1874 bis 1877 war Friedrich Küchler Präsident der Zentralstelle für die Landwirtschaft und die landwirtschaftlichen Vereine und Präsident des landwirtschaftlichen Vereins der Provinz Starkenburg.
Ab 1872 bis 1887 war Küchler als Mitglied der Nationalliberalen Fraktion Abgeordneter im 21. bis 25. Landtag in der Zweiten Kammer der Landstände des Großherzogtums Hessen für den Wahlbezirk Starkenburg 3/Höchst. Als Landtagsabgeordneter setzte er sich für den Bau der Mainzer Straßenbrücke (heute Theodor-Heuss-Brücke) ein. In der Presse wurde er als „Vater der hessischen Selbstverwaltung“ gefeiert. Bei den Wahlen zum Reichstag unterlag er einem Kandidaten der Zentrumspartei Hessen. 1893 ernannte ihn Großherzog Ernst Ludwig zum Mitglied der Ersten Kammer der Landstände auf Lebenszeit, ein Mandat, das er während des 27. bis 31. Landtags bis zu seinem Tod 1898 wahrnahm.
Während seiner Amtszeit in Mainz (1881–1891) führte er den Vorsitz des dortigen Zweigvereins des Deutschen Kolonialvereins (Vorläufer der Deutschen Kolonialgesellschaft).

## Ehrungen
- 1885 Geheimrat[6]
- 1891 Ehrenbürger der Stadt Mainz[7]

### Eigene Veröffentlichungen
- Die Verwaltungsgesetzgebung im Großherzogtum Hessen Bd. 2. 1875.[8]
- Die Verwaltungsgesetzgebung im Großherzogtum Hessen. 2. Auflage. Jonghans, Darmstadt 1885.
- Das Verfassungs- und Verwaltungsrecht des Großherzogtums Hessen (5 Bände). 3. Auflage. Jonghaus, Darmstadt 1894–1897.

### Sekundärliteratur
- Wolfgang Balzer: Mainz. Persönlichkeiten der Stadtgeschichte. Band 1: Mainzer Ehrenbürger, Mainzer Kirchenfürsten, militärische Persönlichkeiten, Mainzer Bürgermeister. Kügler, Ingelheim am Rhein 1985, ISBN 3-924124-01-9, S. 20 f.
- Konrad Fuchs: Lebensbilder vergessener Mainzer Persönlichkeiten. Krach, Mainz 1984, ISBN 3-87439-110-8.
- Klaus Dietrich Hoffmann: Die Geschichte der Provinz und des Regierungsbezirks Rheinhessen. 1816–1985. Verlag der Rheinhessischen Druckwerkstätte, Alzey 1985, ISBN 3-87854-047-7, S. 59 ff.
- Jochen Lengemann: MdL Hessen. 1808–1996. Biographischer Index = Politische und parlamentarische Geschichte des Landes Hessen Bd. 14 = Veröffentlichungen der Historischen Kommission für Hessen Bd. 48,7. Elwert, Marburg 1996. ISBN 3-7708-1071-6, S. 230.
- Klaus-Dieter Rack, Bernd Vielsmeier: Hessische Abgeordnete 1820–1933. Biografische Nachweise für die Erste und Zweite Kammer der Landstände des Großherzogtums Hessen 1820–1918 und den Landtag des Volksstaats Hessen 1919–1933 = Politische und parlamentarische Geschichte des Landes Hessen Bd. 19 = Arbeiten der Hessischen Historischen Kommission NF Bd. 29. Hessische Historische Kommission, Darmstadt 2008. ISBN 978-3-88443-052-1, Nr. 490.
- Hans Georg Ruppel, Birgit Groß: Hessische Abgeordnete 1820–1933. Biographische Nachweise für die Landstände des Großherzogtums Hessen (2. Kammer) und den Landtag des Volksstaates Hessen = Darmstädter Archivschriften Bd. 5. Verlag des Historischen Vereins für Hessen, Darmstadt 1980. ISBN 3-922316-14-X, S. 165.